# حالة بام رينولدز
بام رينولدز كيس (بالإنجليزية: Pam Reynolds case)‏ هي مغنية ومغنية مؤلفة أمريكية، ولدت في 1956 في أتلانتا في الولايات المتحدة، وتوفي بنفس المكان في 22 مايو 2010.